# Ulica Gabrieli Zapolskiej we Wrocławiu

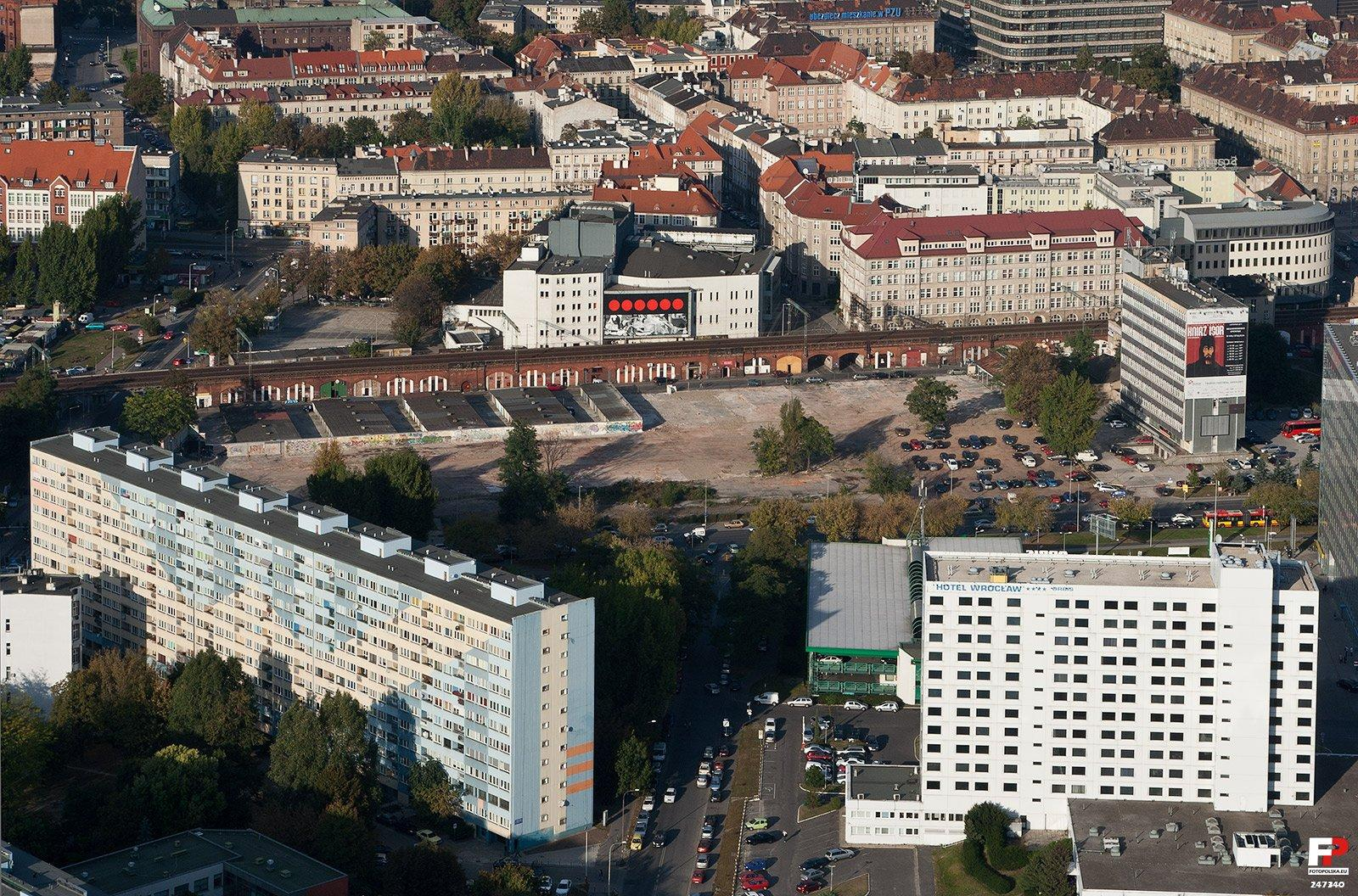
Zabudowa ulicy (za estakadą kolejową)

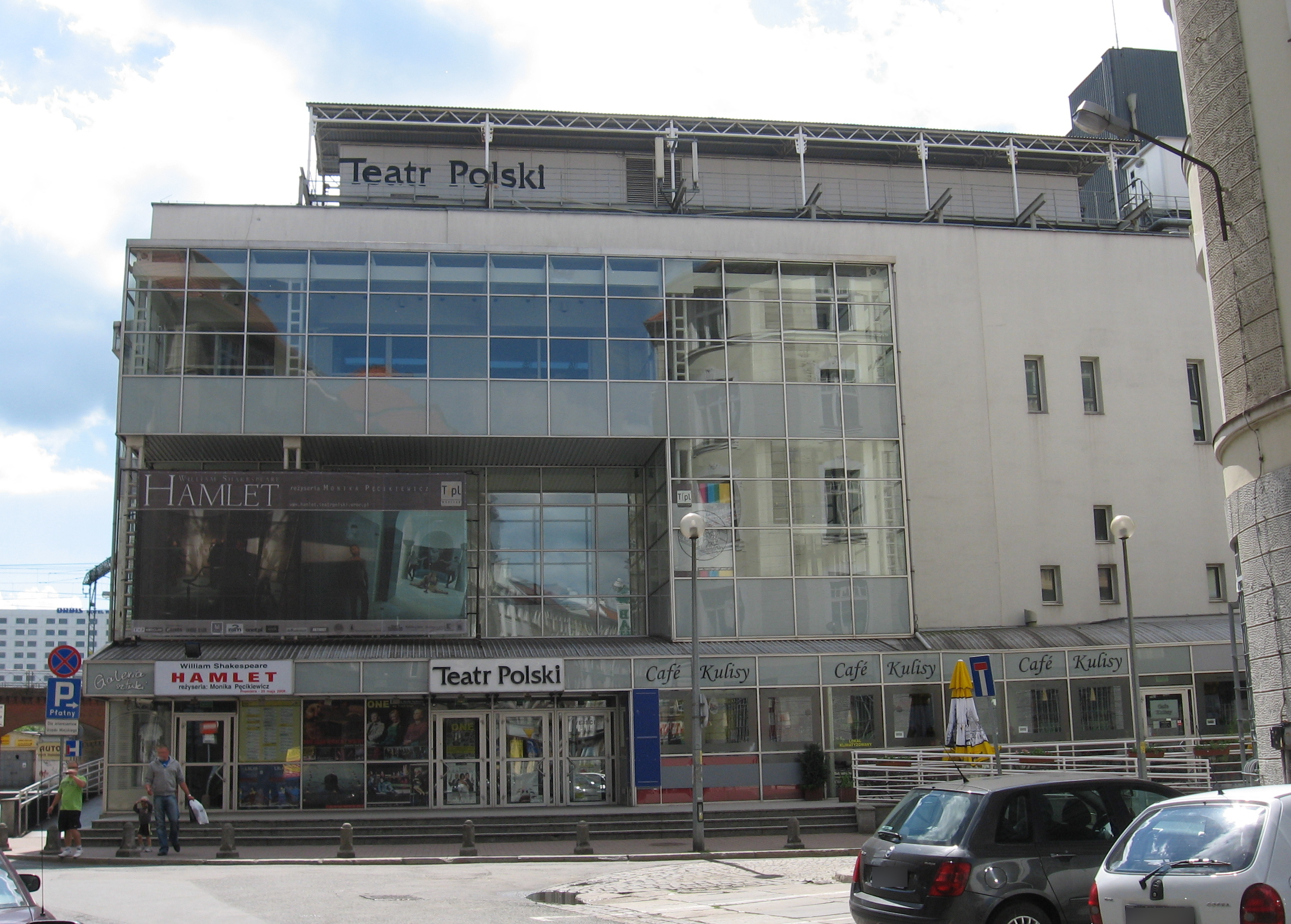
Teatr Polski

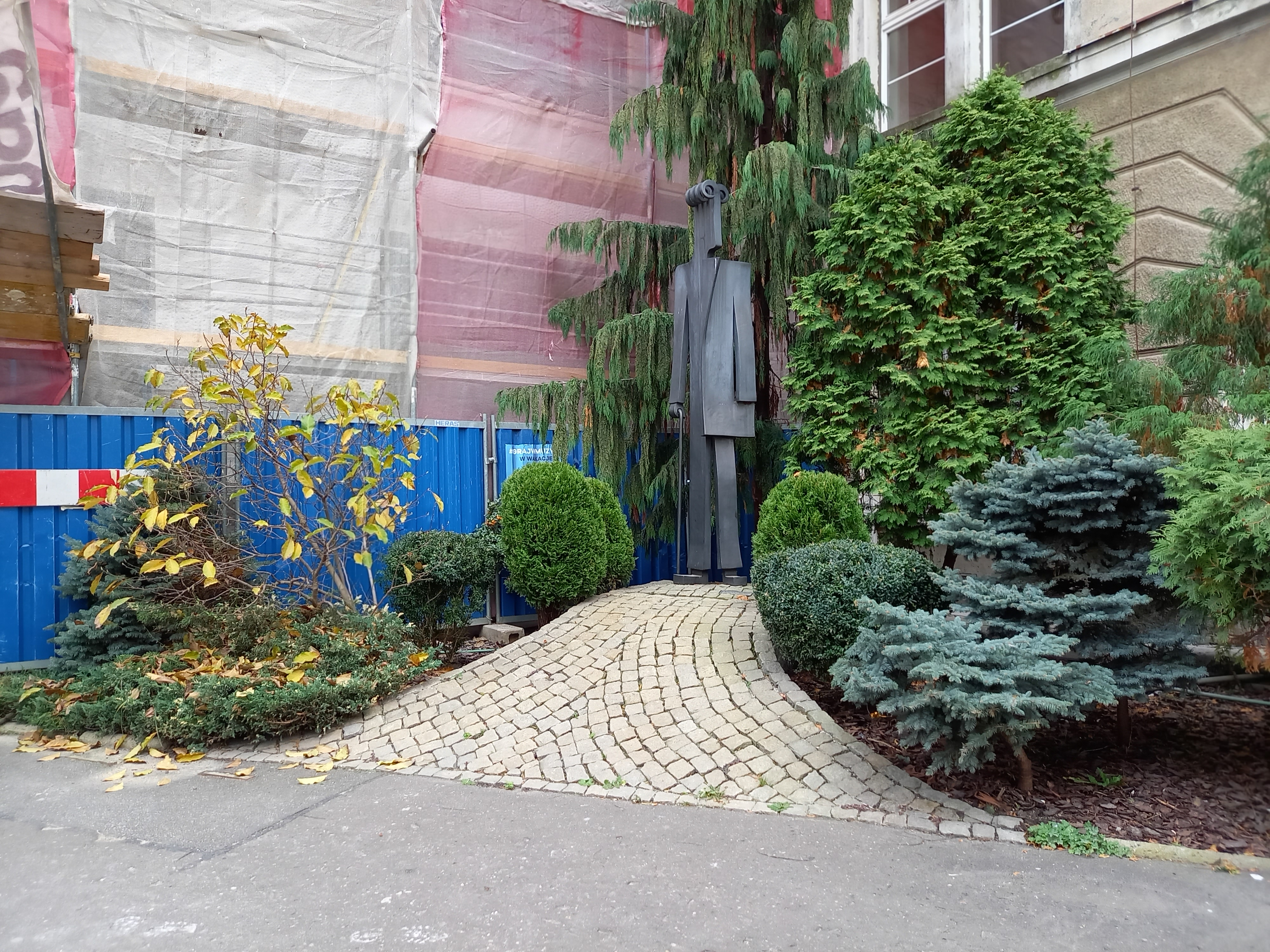
Pomnik Wrocławianina

Ulica Gabrieli Zapolskiej – ulica położona we Wrocławiu, łącząca ulicę Józef Piłsudskiego z ulicą Wojciecha Bogusławskiego, na osiedlu Przedmieście Świdnickie w dawnej dzielnicy Stare Miasto. Ulica ma 127 m długości. Obejmuje ponadto sięgacz od długości 60 m. Przy ulicy znajduje się między innymi zabytkowy kompleks budynków Urzędu Miejskiego Wrocławia oraz budynek Teatru Polskiego.

## Historia
Rejon dzisiejszej ulicy Józefa Piłsudskiego zabudowany i zamieszkały był od około XIV wieku. Na początku XIX wieku stały tu wiejskie domy ogrodników. Stąd dzisiejsza ulica Józefa Piłsudskiego otrzymała pierwotnie nazwę Świdnickie Łąki, a obszar ten nosił nazwę Wygon Świdnicki (Schweidnitrzer Anger), Wielki Wygon (Grosse Anger), a następnie ulicy Ogrodowej (Gartenstreasse). Rozwój tego rejonu skutkował nadaniu mu nazwy Przedmieścia Świdnickiego. Po powstaniu Kolei Górnośląskiej, od 1842 r., ranga tego obszaru znacznie wzrosła i stopniowo stawała się ekskluzywną częścią miasta. W 1845 r. złożony został wniosek o wytyczenie ulicy po śladzie gruntowej drogi, która dziś nosi nazwę Wojciecha Bogusławskiego. W wyniku tego utworzono ulicę zamykającą dziś ulicą Gabrieli Zapolskiej. W 1846 r. w poziomie terenu przeprowadzone wzdłuż tej ulicy linię kolejową, później wyniesioną na estakadę kolejową, zbudowaną w latach 1900–1905 (1896-1901), dziś zamykającą oś widokową w kierunku południowym ulicy Gabrieli Zapolskiej. Natomiast pierwsze zapisy o ulicy Gabrieli Zapolskiej pochodzą z ksiąg adresowych z 1907 r.
W 1906 r. według projektu Waltera Häntschela i Hermanna Wahlicha wybudowano gmach teatru Metropol, obecnie Teatr Polski (1905 r.). Do 1935 r. działała tu operetka, a następnie teatr dramatyczny. Fasada ówczesnego obiektu wzorowana była na elewacji jednego z teatrów berlińskich projektu Pölzinga. W wyniku działań wojennych prowadzonych podczas oblężenia Wrocławia w 1945 r. znaczna część zabudowy uległa zniszczeniu. Dotknęło to między innymi budynek teatru, który odbudowano w 1950 r. na podstawie projektu Andrzeja Józefa Frydeckiego. Prace w tym zakresie rozpoczęto w 1948 r., wykonawcą była spółdzielnia o nazwie Polskie Towarzystwo Budowlane. W budynku działał Teatr Polski od 20.12.1950 r. W 1994 r. miał miejsce pożar podczas którego spłonęła widownia i foyer. Odbudowę po pożarze przeprowadzono według projektu Wiktora Jackiewicza, a ponowne otwarcie teatru nastąpiło 20.05.1996 r. Od 14.09.2005 r. duża scena nosi imię Jerzego Grzegorzewskiego.
Około 1920 r. na podstawie projektu Alvina Wedemanna zbudowano dom handlowy firmy J. Fuchs & Söhne. W tym samym okresie powstał także budynek biurowy na rogu ulicy Gabrieli Zapolskiej i Józefa Piłsudskiego. Pod numerem 4 mieścił się urząd finansowy. Po wojnie (do 1947 r.) w budynku mieściło się Prezydium Rady Narodowej miasta Wrocławia. Obecnie w budynku tym (ulica Gabrieli Zapolskiej 4 i ulica Wojciecha Bogusławskiego 6) oraz powstałej podczas rozbudowy części z lat 2008–2015 (ulica Wojciecha Bogusławskiego 8-10), jak i w biurowcu (ulica Gabrieli Zapolskiej 2 i ulica Józefa Piłsudskiego 45-47) mieści się Urząd Miejski Wrocławia – Centrum Obsługi Mieszkańców.
W podobnym czasie, około 1920 r. zbudowano po przeciwnej stronie ulicy kamienicę przy ulicy Gabrieli Zapolskiej 1 i ulica Józefa Piłsudskiego 43, wyremontowaną w 2014 r. Po wojnie mieściła się tu między innymi siedziba nieistniejącego obecnie przedsiębiorstwa budowlanego Jedynka Wrocławska (Wrocławskie Przedsiębiorstwo Budownictwa Przemysłowego Nr 1 Grupa „Jedynka Wrocławska”, ulica Gabrieli Zapolskiej 1). Przedsiębiorstwo to rozpoczęło w 2000 r. między innymi realizację kompleksu usługowo–parkingowego, przy pomocy należącej do niego spółki „Prim”, przy placu Rozjezdnym, według projektu M. Kupczyk i P. Spychała. Inwestycję wykonano do stanu surowego otwartego, i wówczas firmy z nią związane upadły (wykreślenie Jedynki Wrocławskiej z Krajowego Rejestru Sądowego nastąpiło w 2010 r.). Przez lata niedokończony budynek znany był jako „wrocławski szkieletor”  , a jego rozbiórka miała miejsce w 2017 r.  W parterze budynku przy ulicy Gabrieli Zapolskiej 1 w latach 90. XX wieku i na początku XXI wieku znajdował także się oddział wrocławski Banku Ochrony Środowiska.
W 2004 r. przed budynkiem Urzędu Miejskiego Wrocławia ustawiono pomnik Wrocławianina, autorstwa Ryszarda Mazura.

## Nazwy
W swojej historii ulica nosiła następujące nazwy:
- Gartenstrasse, do 1906 r. jako część ulicy (dziś ulica Józefa Piłsudskiego)[23][24]
- Theaterstrasse, od 1906 r.[23] (1907 r.[25]) do 1946 r.[12][23]
- Gabrieli Zapolskiej, od 1946 r.[23][26]

W 1906 roku ulicę wydzielono z ulicy Gartenstrasse nadając jej odrębną nazwę Theaterstrasse w nawiązaniu do budynku teatru Schauspielhaus (dziś Teatr Polski). Współczesna nazwa ulicy została nadana przez Zarząd Wrocławia i ogłoszona w okólniku nr 12 z 7.03.1946 r. Upamiętnia ona Gabrielę Zapolską – (ur. 30 marca 1857 w Podhajcach, zm. 17 grudnia 1921 we Lwowie) polską aktorkę, dramatopisarkę, powieściopisarkę, publicystkę, felietonistkę, krytyczkę teatralną i artystyczną .

## Układ drogowy

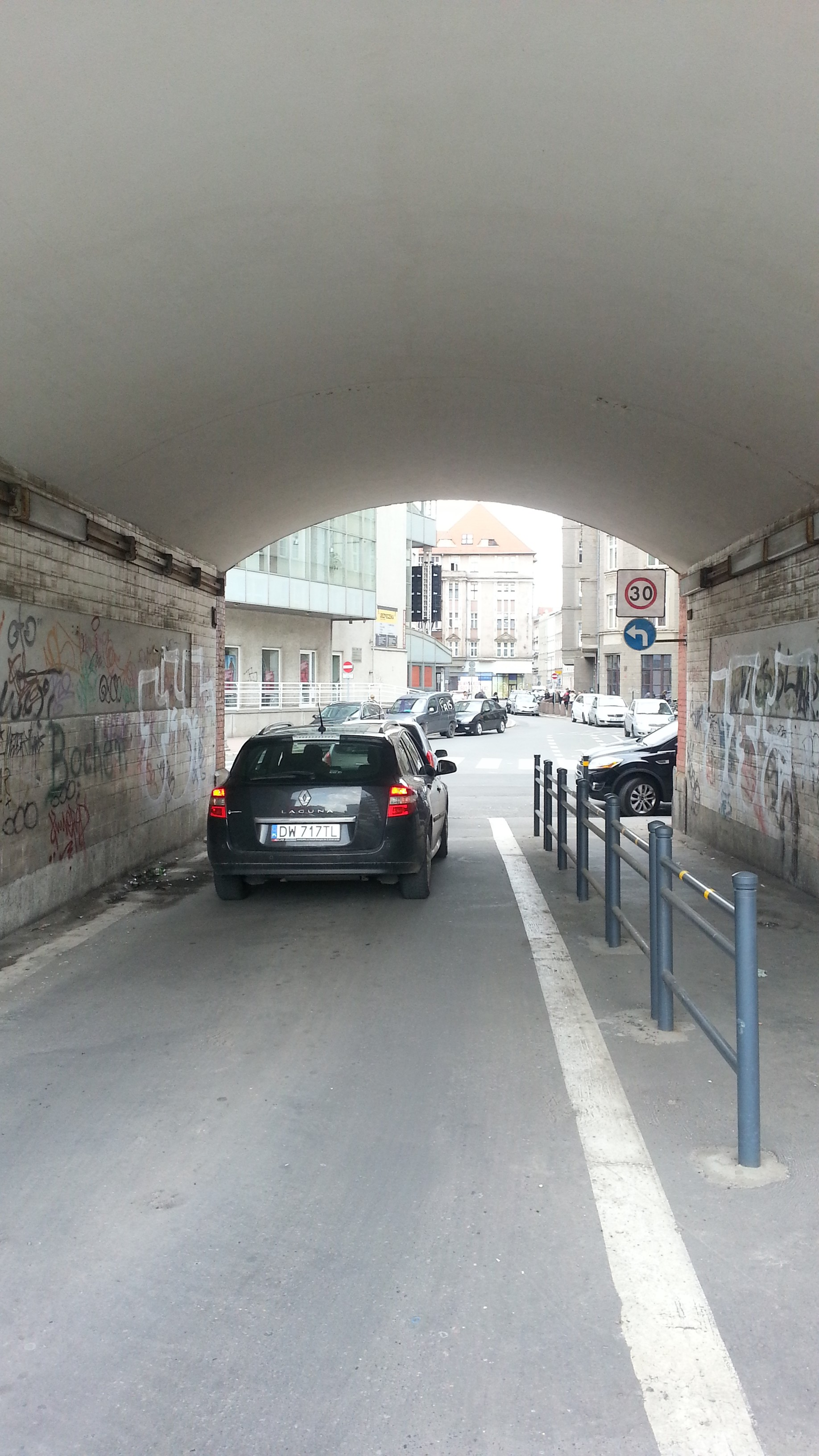
Przejazd pod estakadą od ul. Nasypowej w kierunku ul. W. Bogusławskiego i G. Zapolskiej

Do ulicy Gabrieli Zapolskiej przypisana jest droga gminna nr 105084D o długości 127 m oraz sięgacz o długości 60 m (numer ewidencyjny drogi G1050840264011), klasy dojazdowej. Ulica położona jest na działce ewidencyjnej o powierzchni 2.296 m². Na całej ulicy jezdnia posiada nawierzchnię z masy bitumicznej, z wyłączeniem sięgacza i zgrupowania obejmującego miejsca postojowe przed budynkiem numer 1, gdzie zachowano nawierzchnię brukowaną. Cała ulica znajduje się, podobnie jak ulica Wojciecha Bogusławskiego, w strefie ruchu uspokojonego z ograniczeniem prędkości do 30 km/h, z wyłączeniem połączenia z ulicą Józefa Piłsudskiego. Wzdłuż całej długości ulicy wytyczono kontrapas rowerowy oraz wskazano tę ulicę dla ruchu rowerowego w ramach strefy ruchu uspokojonego. Drogi te powiązane są z drogami rowerowymi biegnącymi wzdłuż ulicy Józefa Piłsudskiego i Wojciecha Bogusławskiego, a poprzez sięgacz i dalej drogę wewnętrzną z drogami rowerowymi wytyczonymi w ulicy Tadeusza Zielińskiego.
Ulica łączy się z następującymi drogami publicznymi, kołowymi oraz innymi drogami:
| rodzaj       | droga                                             | foto |
| ------------ | ------------------------------------------------- | ---- |
| skrzyżowanie | ulica Józefa Piłsudskiego torowisko tramwajowe    |      |
| skrzyżowanie | sięgacz                                           |      |
| skrzyżowanie | ulica Wojciecha Bogusławskiego                    |      |
| kontynuacja  | przejazd pod estakadą kolejową do ulicy Nasypowej |      |

## Zabudowa i zagospodarowanie

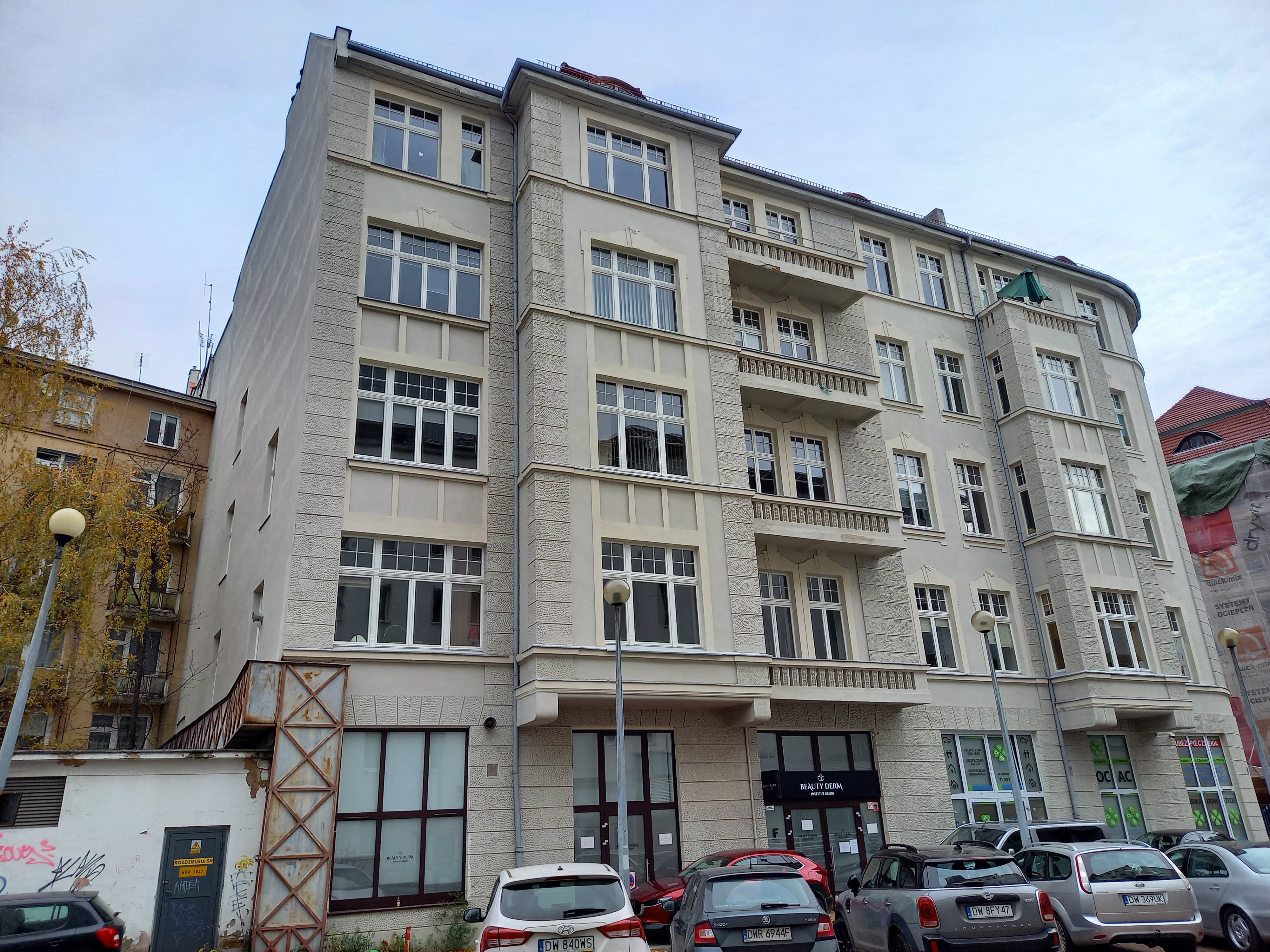
Budynek nr 1 od strony sięgacza

Ulica przebiega przez gęsto zabudowany obszar o charakterze śródmiejskim. Pierzeja wschodnia zabudowana jest zabudową ciągłą obejmującą zabytkowe budynki pięciokondygnacyjne, wchodzące współcześnie w skład kompleksu administracyjnego Urzędu Miejskiego Wrocławia – Centrum Obsługi Mieszkańców, przed którym stoi pomnik Wrocławianina. Wschodnia strona ulicy obejmuje odcinek od ulicy Józefa Piłsudskiego do sięgacza, którego pierzeję stanowi dawna, zabytkowa kamieńca, o pięciu kondygnacjach nadziemnych, której elewacja stanowi także północną pierzeję sięgacza. Koniec sięgacza łączy się z drogą wewnętrzną biegnącą do ulicy Tadeusza Zielińskiego. Natomiast południową pierzeję sięgacza i zachodnią pierzeję ulicy tworzy budynek Teatru Polskiego. Oś widokową ulicy w kierunku południowym zamyka murowana estakada kolejowa biegnąca wzdłuż ulicy Wojciecha Bogusławskiego, wyniesiona ponad teren na około 5 m, z otwartymi w tym miejscu przęsłami zapewniającymi połączenie z ulicą Nasypową .
Ulica przebiega przez teren o wysokości bezwzględnej od 118,4 do 118,5 m n.p.m. Ulica przebiega przez jeden rejon statystyczny, przy czym dostępne dane pochodzą z 31.12.2019 r. W rejonie tym przy zameldowanych 354 osobach gęstość zaludnienia wynosi 4237 lud./km².

## Ochrona i zabytki
Obszar na którym położona jest ulica Gabrieli Zapolskiej jako całość ujęty jest w ewidencji zabytków, w ramach tzw. Przedmieścia Południowego. Dla tego obszaru ochronie podlega przede wszystkim historyczny układ urbanistyczny kształtowany od XIII wieku, następnie od około 1840 r. do początki lat 60. XX wieku. Wszystkie budynki położone przy ulicy, z wyłączeniem budynku Teatru Polskiego, ujęte są w gminnej ewidencji zabytków. Przy ulicy i w najbliższym sąsiedztwie znajdują się następujące zabytki i inne obiekty historyczne:
| obiekt, położenie | powstanie, nr rej. | fotografia |
| --- | --- | ---------- |
| strona zachodnia | |            |
| Kamienica ulica Gabrieli Zapolskiej 1, ulica Józefa Piłsudskiego 43                                                                                                | około 1920 r., 2014 r. (remont) rodzaj ochrony – gez, mpzp                                                                            |            |
| strona wschodnia | |            |
| Budynek biurowy, obecnie budynek Urzędu Miasta Wrocławia ulica Józefa Piłsudskiego 45-47, ulica Gabrieli Zapolskiej 2                                              | około 1920-1925 r. rodzaj ochrony – gez, mpzp                                                                                         |            |
| Dom handlowy firmy J. Fuchs & Söhne, obecnie Urząd Miejski Wrocławia – Centrum Obsługi Mieszkańców ulica Gabrieli Zapolskiej 4, ulica Wojciecha Bogusławskiego 6-8 | około 1920 r. (projekt Alvin Wedemann) rodzaj ochrony – gez, mpzp, wskazuje się na konieczność wpisania budynków do rejestru zabytków |            |
| południowy koniec ulicy | |            |
| Estakada kolejowa ulica Wojciecha Bogusławskiego | lata 1900–1905 rodzaj ochrony – gez, mpzp                                                                                             |            |

## Baza TERYT

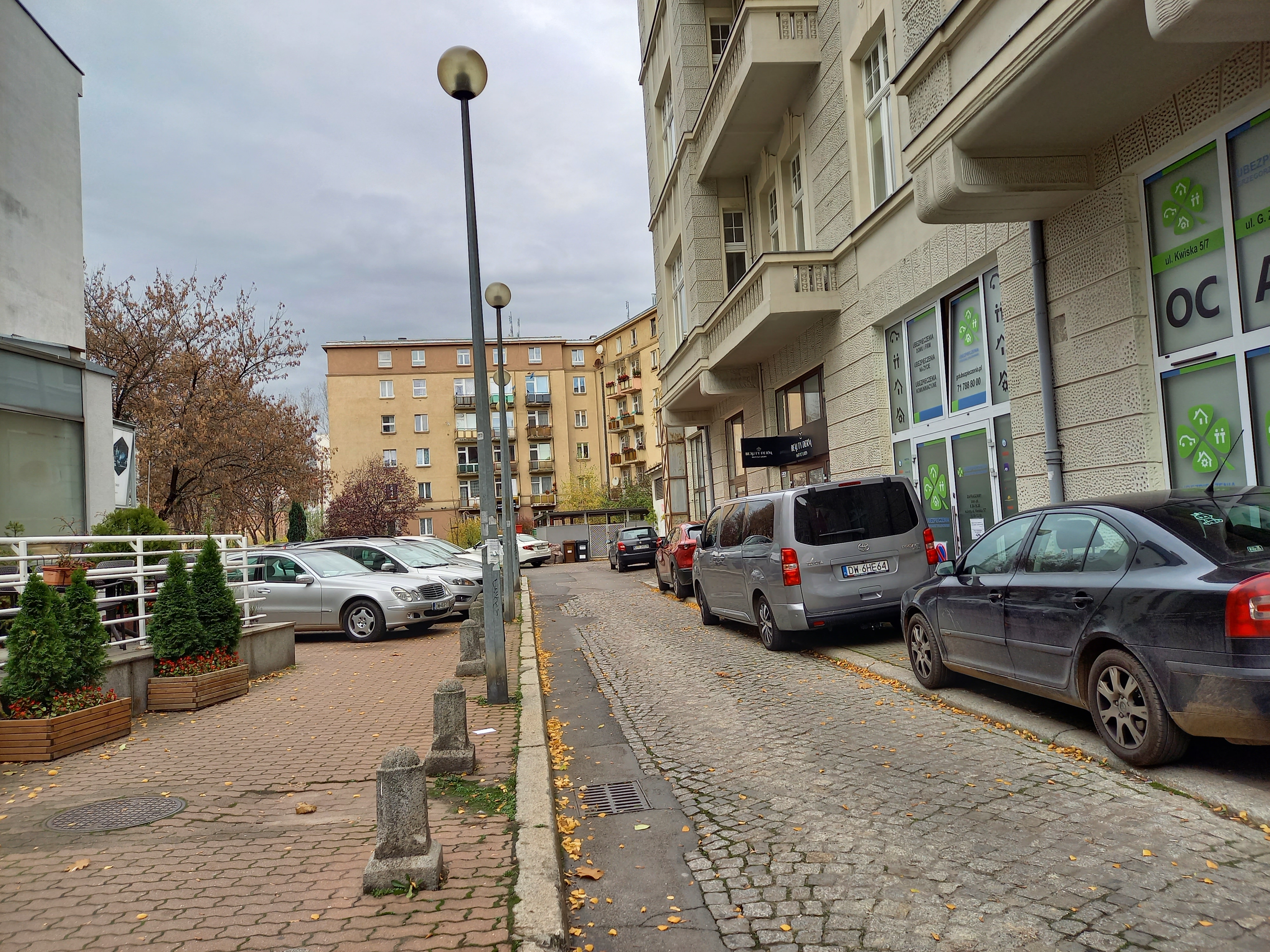
Sięgacz

Dane Głównego Urzędu Statystycznego z bazy TERYT, spis ulic (ULIC):
- województwo: DOLNOŚLĄSKIE (02)
- powiat: Wrocław (0264)
- gmina/dzielnica/delegatura: Wrocław (0264011) gmina miejska
- Miejscowość podstawowa: Wrocław (0986283) miasto, Wrocław-Stare Miasto (0986946) delegatura
- Gmina/dzielnica/delegatura: Wrocław-Stare Miasto (0264059) delegatura
- Nazwa ulicy: ul. Gabrieli Zapolskiej (25632).